# Hydrozagadka

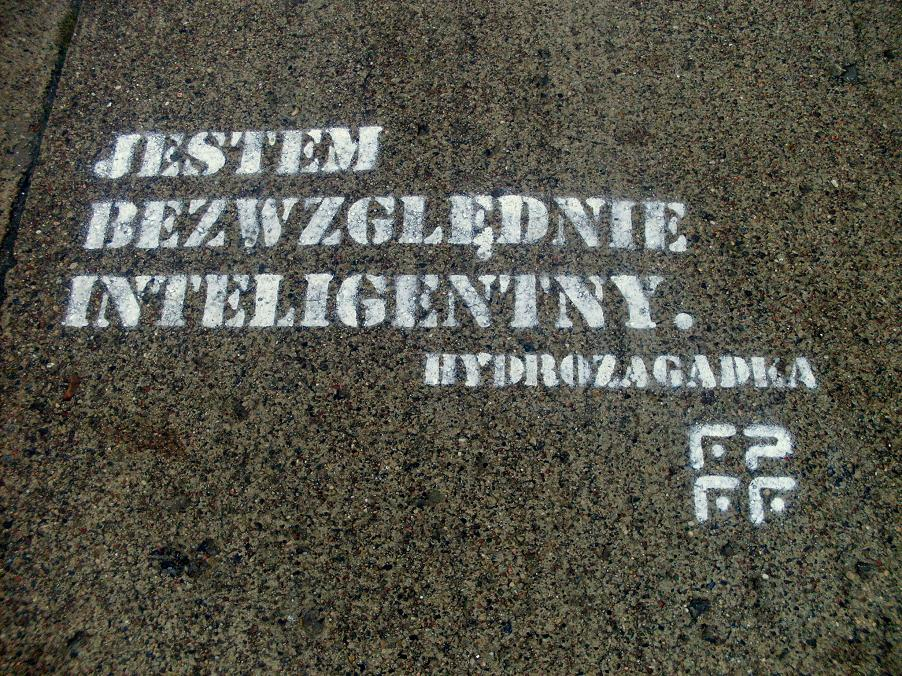
Citat din reclama filmului „Hydrozagadka” Festivalul de film polonez din Gdynia 2009, ediția a XXXIV-a

Hydrozagadka (din poloneză Hydro-puzzle) este un film polonez de comedie cu supereroi. În timpul unui val de căldură de vară, toată apa din Varșovia dispare misterios. Oamenii de știință îl cheamă în secret pe As, un supererou care își petrece zilele trăind ca un inginer cu o personalitate ștearsă, pentru a încerca să rezolve misterul. Se dovedește că un misterios Maharaja este în înțelegere cu Doctorul Spot pentru a fura apa Poloniei și a o duce în țara lui Maharaja. 
Filmul a fost creat în mod ostensibil ca o parodie comunistă a idealurilor americane glorificate în Superman și în alte filme de supereroi, cu toate acestea, publicul polonez a considerat în schimb că filmul parodiază cu umor aspecte din viața poloneză sub stăpânirea comunistă, precum numeroasele sloganuri pentru o "viață mai bună."
Hydrozagadka a avut premiera la 30 aprilie 1971 la televiziunea poloneză.

## Distribuție
- Roman Kłosowski - prințul Kabur
- Zdzisław Maklakiewicz - dr. Spot
- Wiesław Michnikowski - profesorul Milczarek
- Józef Nowak - ing. Jan Walczak / Ace
- Iga Cembrzyńska - femeie în Bar
- Wiesława Mazurkiewicz - femeie de la florărie
- Ewa Szykulska⁠(pl)[traduceți] - Jola
- Jerzy Dobrowolski⁠(pl)[traduceți] - traducător
- Jerzy Duszyński - Docent Frątczak
- Wiesław Gołas - șofer de taxi
- Bolesław Kamiński⁠(pl)[traduceți] - Micul
- Czesław Lasota⁠(pl)[traduceți] - prietenul lui Walczak
- Franciszek Pieczka - marinar
- Wojciech Rajewski⁠(pl)[traduceți] - prietenul lui Walczak
- Jerzy Turek - portar
- Witold Skaruch - prietenul lui Walczak
- Andrzej Kondratiuk - căruțaș

## Producție
În film a jucat aligatorul Marta (născută în 1930), care l-a interpretat pe crocodilul Hermann. Animalul trăiește (în 2019) în Grădina Zoologică din Płock.